# 공기총

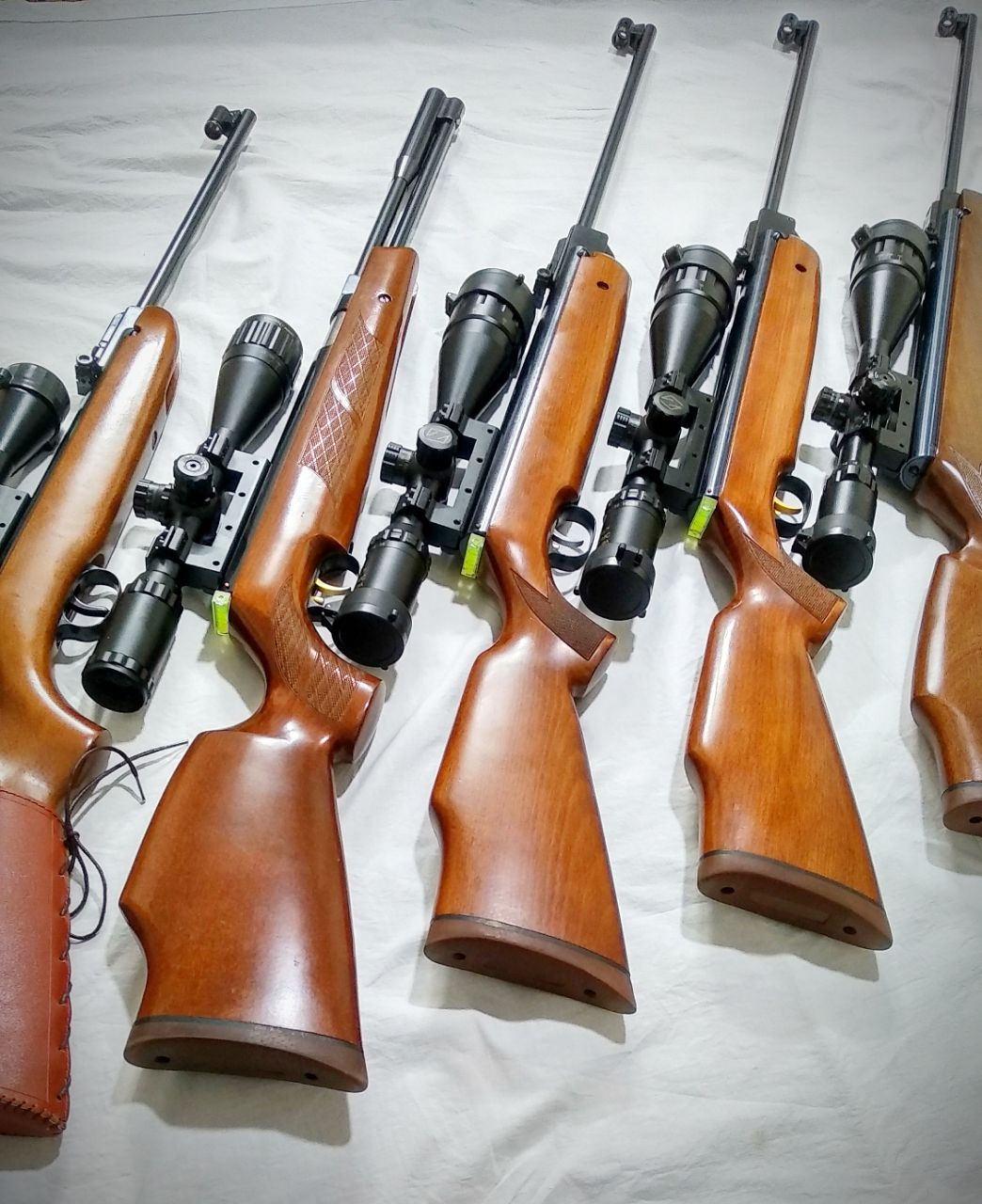
스프링피스톤 공기소총 모음

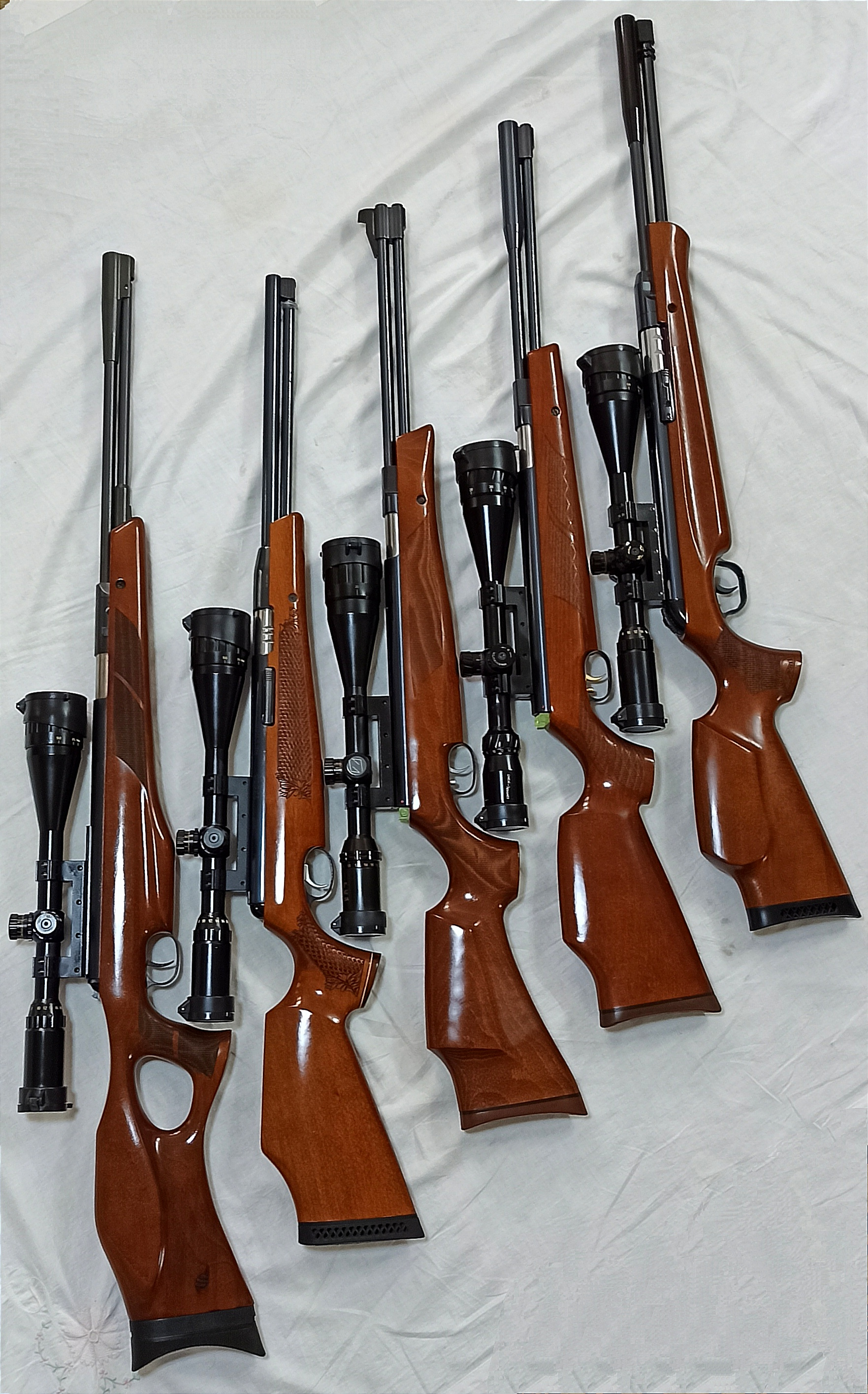
언더 레버 스프링 피스톤 에어 라이플

공기총(空氣銃)은 공기압의 힘으로 탄환을 발사하는 총의 일종이다. 화약을 사용하는 총기에 비해 상대적으로 위력이 약해 주로 가벼운 사냥용이나 스포츠 사격대회 용도로 사용되고 있다.
이중 사냥, 스포츠 사격경기등에 쓰이는 비교적 강력한 위력의 공기총을 'Air hard gun', 위력이 약해 서바이벌 게임등에 사용되는 BB탄 총의 경우에는 'Air soft gun'으로 분류한다.
공기총이 가지는 가장 주요한 단점은 화약을 사용하는 총기에 비해 상대적으로 위력이 약하다는 점이다. 위력이 약하기 때문에 무기로서의 성능은 떨어진다 할 수 있겠으나, 화약을 사용하는 총기에 비해 안전하기 때문에 각국의 정부들로부터 상대적으로 규제를 덜 받는 편이고, 사격장에 갖춰야 할 안전설비도 간소한 것으로 충분하여 많은 나라에서 일반인들에게 레저나 스포츠 목적으로 비교적 널리 퍼질 수 있었던 총기이다. 그러나 화약을 사용하는 총기보다 약할 뿐 충분히 살상이 가능하며, 고문 용도로 악용되는 사례도 있다.

## 발사방식에 따른 분류
탄환을 발사하는 데에 이용되는 공기압을 얻는 방법에 따라 네 가지로 나눌 수 있다.

### 스프링식
압축된 스프링이 원래 형태로 되돌아가려는 탄성을 이용하여 실린더 내의 피스톤을 밀어냄으로써 압축공기를 만들어 그 힘으로 탄환을 발사하는 방식으로 6mm BB탄을 사용하는 모형 총기(에어코킹식)에 주로 사용되었다. 매 번 발사할 때마다 사람의 힘으로 스프링을 압축시켜야 한다는 단점이 있고, 스프링이 원래 형태로 돌아가면서 탄환 발사의 반작용으로 인한 반동 이외에 추가적으로 반동을 발생시킨다. 1980년대 이전에 사용되던 스프링식의 경기용 공기소총에는 스프링이 원형으로 돌아가면서 만들어지는 반동을 흡수하기 위한 기계장치가 달려있었다.

### 펌프식
총에 달려있는 펌프로 공기를 압축하여 실린더에 저장한 다음, 격발시에 그 압축공기를 개방하여 그 힘으로 탄환을 발사한다. 스프링이 만들어내는 반동은 없지만, 매 번 발사시마다 레버 등을 이용해 사람의 힘으로 공기를 압축해야 하는 번거로움은 스프링식과 마찬가지이다. 압축공기식 공기소총 이전까지 경기용 공기소총의 주류였다.

### 이산화탄소식
액체 이산화탄소가 기화되면서 발생하는 압력으로 탄환을 발사한다. 미리 액체 이산화탄소를 실린더에 충전한 것을 사용하므로, 매 번 발사할 때마다 사람이 손으로 공기를 압축시켜야 하는 스프링식이나 펌프식 총기에 비해 편리하다. 그러나, 가스 기화시 발생하는 압력이 주위 기온의 영향을 크게 받아 탄착이 일정하지 못하다는 문제점이 있다. 따라서 경기용 공기소총의 주류는 되지 못했다. 단, 장애인이나 어린이의 사격에 있어서는 그 편리함 때문에 비교적 많이 이용되었다.

### 압축공기식
잠수용으로 사용하는 압축공기, 또는 공기 압축기를 사용하여 실린더에 미리 충전시킨 압축공기로 탄환을 발사한다. 외관상으로는 이산화탄소식 총기와 거의 다르지 않다. 매번 수동으로 공기를 압축할 필요가 없어 이산화탄소식과 마찬가지의 편의성을 가지지만, 주위 기온의 영향에 강하기 때문에 이산화탄소식과 달리 탄착이 일정하다. 현재 경기용으로 사용되는 공기소총의 주류가 되어있다.

## 탄환(납탄)

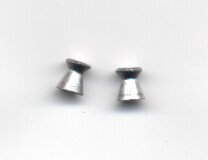
10미터 공기소총 경기용 4.5 밀리미터 구경 연지탄

공기총에 사용하는 탄환은 화약을 이용하여 발사되는 탄환과 달리 약협이 없이 탄두만 존재하는 형태라 할 수 있다. 왜냐하면 탄환의 발사에 필요한 추진력을 탄환에 포함된 화약이 아닌 총 자체로부터 얻기 때문이다. 대신 꼬리부분이 스커트 형태로 만들어져 있는데, 압축공기의 힘을 효율적으로 받기 위함이다.
머리부분의 모양은 용도에 따라 다양한 형태가 있는데, 납작한 것은 종이에 깨끗한 구멍을 낼 수 있어 주로 경기용으로 사용되며, 뾰족한 것은 관통성이 좋아 수렵용으로 사용된다.
재질면에 있어서는 바람의 영향을 적게 받기 위해 무거운 금속인 납이 주로 이용되고 있다. 경우에 따라서는 윤활제 등으로 표면이 코팅되어 있기도 하다. 드물게 나무 재질로 만들어진 탄환도 있다.
4.5mm, 5.0mm, 5.5mm 구경의 탄환이 대표적이며, 4.5mm탄의 경우는 주로 경기용, 상대적으로 위력이 강한 5.0mm 이상의 것은 수렵용으로 사용된다.
한편 일부 공기총은 마취총으로서, 탄환 대신 마취약이 담긴 주사기를 발사할 수 있도록 만들어져 있기도 하다.

## 공기권총
공기소총과 마찬가지로 공기압의 힘을 사용하여 탄환을 발사하는 권총이다. 권총이라는 점을 빼놓고는 공기소총과 발사원리 등에서 동일하며 탄환 역시 공기소총과 동일한 종류의 것을 사용한다.

## 특징
공기총은 공기를 압축시켜 발사하는 원리이기 때문에, 공기가 새어나갈 구멍이 있다면, 발사가 잘 되지 않는다. 하지만 공기를 사용하기 때문에 폭발 위험이나 화상의 염려가 크지 않다.

## 같이 보기
- 지란도니 공기총, 최초의 군사용 공기총
- 바람총
- 에어소프트
- 페인트볼